# ربع (عملة كندية)
الربع، اختصار لربع الدولار، هو عملة كندية تبلغ قيمتها 25 سنتًا أو ربع دولار كندي. وهي عملة دائرية صغيرة الحجم ذات لون فضي. وفقًا لدار سك العملة الملكية الكندية، فإن الاسم الرسمي للعملة هو قطعة 25 سنتًا، ولكن في الممارسة العملية يُطلق عليها عادةً "ربع"، تمامًا مثل نظيرتها الأمريكية. في الفرنسية الكندية، يطلق عليه كاريبو أو ترينت سوس ("ثلاثون سوس "، بناءً على سعر الصرف القديم). يتم إنتاج العملة في منشأة دار سك العملة الملكية الكندية في وينيبيغ، مانيتوبا.

## تاريخ التكوين
| السنوات      | كتلة      | القطر/الشكل | التركيب                                                      |
| ------------ | --------- | ----------- | ------------------------------------------------------------ |
| 1870 - 1919  | 5.83 جرام | 23.62 مم    | 92.5% فضة، 7.5% نحاس                                         |
| 1920- 1967   | 5.83 جرام | 23.62 مم    | 80% فضة، 20% نحاس                                            |
| 1967- 1968   | 5.83 جرام | 23.88 مم    | 50% فضة، 50% نحاس                                            |
| 1968- 1999   | 5.05 جم   | 23.88 مم    | 99.9% نيكل                                                   |
| 2000 - مستمر | 4.40 جرام | 23.88 مم    | 94.0% فولاذ (سبائك AISI 1006 )، 3.8% نحاس، 2.2% طلاء بالنيكل |

من عام 1920 حتى عام 1967، كان الربع يحتوي على 0.15 أونصة تروي من الفضة، أي ربع قيمة الدولار الفضي (0.60 أونصة)، ونصف ما تحتويه القطعة بقيمة 50 سنتًا، و21⁄2 أكثر من الدايم.

## عكس التذكارية
عادةً ما يظهر الوعل، يحتوي الربع على العكس الأكثر شيوعًا في كندا وهو المكان المعتاد للقضايا التذكارية. في عام 2004، اصدر ربع تكريمًا ليوم الذكرى، ويظهر على ظهره زهرة خشخاش، وهو رمز تقليدي في كندا في ذلك اليوم. أدى ذلك إلى حادثة دولية غريبة، حيث اعتقد المقاولون العسكريون الأمريكيون الذين لم يكونوا على دراية بتصميم العملة أن هذه العملات المعدنية مزودة بتقنية النانو المصممة للتجسس.

### 1992: الذكرى 125 لتأسيس الكونفدرالية
في عام 1992، للاحتفال بالذكرى السنوية 125 للاتحاد ، أصدرت دار سك العملة اثنتي عشرة عملة تذكارية، واحدة لكل مقاطعة وإقليم كندي في ذلك الوقت. وكرم إقليم نونافوت، الذي انفصل عن الأقاليم الشمالية الغربية بعد سبع سنوات في عام 1999، بعملة معدنية خاصة بقيمة 2 دولار.